# Messerschmitt Stiftung

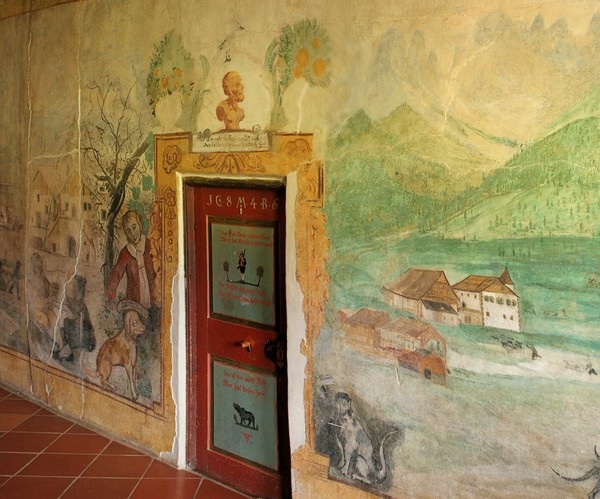
Von der Messerschmitt Stiftung 1983 saniertes Fresko im Villnößer Ranuihof aus dem Jahr 1682

Die Messerschmitt Stiftung ist eine Denkmalstiftung, die 1969 von Willy Messerschmitt gegründet wurde.

## Geschichte und Stiftung
Nach Willy Messerschmitts Tod im Jahr 1978 ging sein gesamtes Vermögen in die Messerschmitt Stiftung über. Ursprünglich förderte sie die Wissenschaft und Forschung im Bereich der Luft- und Raumfahrt. Heute hat sie ihren Sitz in München und ist außerdem seit 1975 als Stiftung in Vaduz eingetragen (FL-0001.053.268-4). Sie fördert den Erhalt deutscher Kulturgüter im heutigen und ehemaligen deutschsprachigen Raum, wobei deren zeitgemäße Nutzung im Vordergrund steht. Bei der Auswahl der zu sanierenden Objekte wird der Stiftungsvorstand von einem fachlich qualifizierten Stiftungsrat unterstützt. Dabei hat die Stiftung einen „kulturellen Umweltschutz“ im Auge, der die Sanierung profaner und sakraler Kunstwerke gewährleistet. Sie ist die größte deutsche private Denkmalschutzorganisation mit einem Jahresetat von rund 11 Millionen Euro, die durch zwei in der Rechnungslegung getrennte Vermögensmassen gesichert sind. Eine davon bestand bis 2007 in Anteilen an der bayerischen Süd-Chemie AG München. Eine weitere Beteiligung unterhält sie an der Messerschmitt-Stiftung Gesellschaft m.b.H. in Innsbruck (Firmenbuch Nr. FN 055146y, Kapital 3 Millionen €) und der Bauhütte Naumburg.
Derzeitiger Stiftungsvorsitzender ist Hans Heinrich von Srbik. Er ist unter anderem an Liftbetrieben in Ehrwald (Tirol) beteiligt und im Stiftungsrat der DENK-MAL-STIFTUNG und dem „Ilse Kubaschewski Zentrum für Humane Pflege im Alter“ sowie im Kuratorium der Stiftung „Weltkulturerbe Stadt Bamberg“. Von Srbik ist Nachfahre des Historikers Heinrich von Srbik. Im Vorstand sitzen unter anderem Hellmuth W. Schmid (München, Stellvertretender Vorsitzender). Vorsitzender des Stiftungsrats ist Gero Madelung (München). Einer der Kuratoren war der Kunsthistoriker Franz Hieronymus Riedl (1906–1994).
Das vielleicht bekannteste der von der Stiftung geförderten Objekte ist das Schloss Meseberg. Dieses hat sie im Jahr 2007 der Bundesregierung für eine symbolische Miete von 1 Euro 20 Jahre lang als Gästehaus vermietet. Weitere Objekte der Stiftung sind
- Hotel mit dem Hirschgeweih (Casa do Cerb, Schäßburg, Siebenbürgen)
- Hotel Goldener Engl (Hall in Tirol)
- Romantik-Hotel Weinhaus Messerschmitt (Bamberg)
- Schloss Leitheim (Kaisheim), Hotel
- Pfleggerichtshaus Schloss Anras (Anras)
- Landhaus Schloss Anras (Anras)
- Schloss Parz (Grieskirchen, Oberösterreich)
- Großer Blumenberg (Leipzig)
- New York Palace (Budapest)
- Orlando-Haus (München)

Daneben besitzt die Stiftung Flugzeuge (zum Teil als Replika) aus dem Hause Messerschmitt. Anlässlich des hundertsten Geburtstags von Willy Messerschmitt hat die Stiftung in Zusammenarbeit mit Cassidian (heute Airbus) das Flugmuseum Messerschmitt in Manching eingerichtet.
Darüber hinaus gibt die Stiftung seit 1986 die unregelmäßig erscheinende Buchreihe Berichte der Denkmalpflege heraus, die in unterschiedlichen Verlagen erscheint.

## Auswahl von der Stiftung sanierter oder mitsanierter Objekte
Über die Gesamtzahl der Objekte, die bislang saniert wurden, gibt es keine detaillierten Angaben. Aus dem Vorsatz der Publikation „Bewahrte Kostbarkeiten in Tirol“ ergeben sich alleine in Nord-, Ost- und Südtirol um die 100 sanierte Kunst- und Bauwerke.
- Hersbrucker Altar

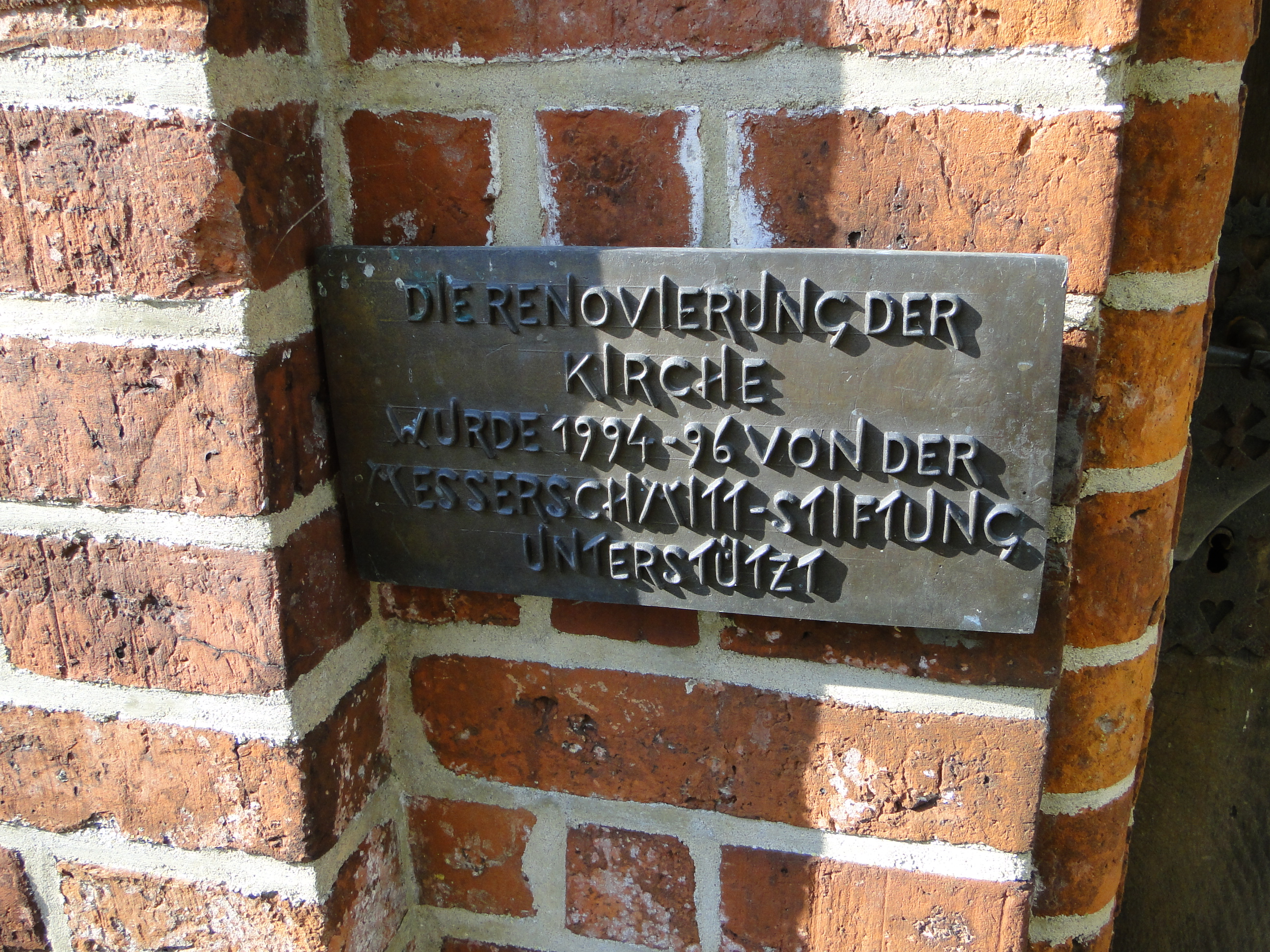
Schild an der Dorfkirche in Ruest

- Belvedere auf dem Klausberg (Potsdam, 2002)
- Epitaphien an der Frauenkirche (München, eines der ersten Förderprojekte)
- Niederaltaicher Altärchen (Kloster Niederaltaich)
- Bamberger Kreuzweg
- Wandteppich „Herkules besiegt die Lernäische Hydra“ (Vortragssaal der Bayerischen Akademie der Wissenschaften, München)
- Orlando-Haus (München)
- Chinesische Pavillons (Donaustauf)
- Dorfkirche Ruest
- Schloss Aurolzmünster
- Kloster Pappenheim in Pappenheim
- Altar der Weinbergkirche Pillnitz
- Augustusbrunnen (Augsburg)
- Rittertor auf Schloss Hohenaschau
- Badehaus Schloss Salaberg (Niederösterreich, 1999)
- Wirtshaus Mellauner Hof in Pettnau (Tirol)
- Ruine Ehrenberg (Reutte)
- Pfleghaus / Schloss Anras (Anras)
- Stiftskirche Wilten (Tirol)
- Haus Bahnhof-Umgebung 5 Ehrwald (Tirol)
- Fastentücher der Pfarrkirche Ehrwald (Tirol)
- Burg Friedberg (Volders)
- Ansitz Ranuihof Villnöß
- Schloss Karneid (Südtirol)
- Burg Hocheppan (Südtirol)
- Schlosskapelle Maria Schnee (Schloss Gandegg, St. Michael (Eppan) bei Bozen)
- Ansitz Thalegg (Eppan bei Bozen; von der zugehörigen Stiftung Kappelmaier)
- Schloss Ehrenburg (Südtirol)
- Kapelle der Heiligen Dreifaltigkeit und der Unbefleckten Empfängnis der Jungfrau Maria (Prag)
- Bergkirche Schäßburg (Rumänien)
- Königspalast (Sofia)
- Abraham Yoffe Institute (Sankt Petersburg)
- Altes Schloss Dornburg der Stiftung Thüringer Schlösser und Gärten (Dornburg-Camburg)
- Hirschvogelsaal (Nürnberg)
- Burgkapelle Burg Berneck (Kauns, 1987)
- Wandmalereien in der Loggia von Schloss Rubein (Meran/Obermais, 2008)
- Grüner Saal von Burg Reifenstein bei Sterzing (Südtirol)
- Gasthof Haderbräu in Wolfratshausen

## Berichte der Denkmalpflege
In der Buchserie Berichte der Denkmalpflege (auch Berichte der Messerschmitt-Stiftung zur Denkmalpflege) sind bislang die folgenden Bände erschienen (die Bandzählung ist in sich nicht konsistent, die unten stehende Aufzählung listet die erschienenen Bände nach dem Erscheinungsjahr):
1. Die Epitaphien an der Frauenkirche zu München. 1986, ISBN 3-7913-0769-X.
2. Die Eremitage Maximilians des Deutschmeisters und die Einsiedeleien Tirols. 1986, ISBN 3-7022-1598-0.
3. Schloss Friedberg und die Fieger in Tirol. 1987, ISBN 3-7022-1625-1.
4. Adelige Jagdhöfe in Tirol. 1989, ISBN 3-7022-1702-9.
5. St. Elisabeth im Deutschhaus zu Sterzing. 1989, ISBN 3-7022-1719-3.
6. Schloß Weinberg im Lande ob der Enns. 1991, ISBN 3-85214-551-1.
7. Der Jöchlsthurn in Sterzing. 1992, ISBN 3-7022-1813-0.
8. Der Haderbräu in Wolfratshausen – Gastwirtschaft und Brauerei durch vier Jahrhunderte. 1993, ISBN 3-486-56040-9.
9. Das Grabmal Kaiser Ludwigs des Bayern in der Münchner Frauenkirche. 1997, ISBN 3-7954-1138-6.
10. Die Burgkapelle von Hocheppan. 1998, ISBN 88-7014-957-9.
11. Der Orlandoblock am Münchner Platzl – Geschichte eines Baudenkmals. 2000, ISBN 3-486-56507-9.
12. Grotte und Bad – Das Sommerhaus im Garten von Schloss Salaberg in Niederösterreich. 2003, ISBN 3-205-77095-1.
13. Die „Schöne Tür“ in der Sankt Annenkirche zu Annaberg. 2003, ISBN 3-937602-04-6.
14. Der Augustusbrunnen in Augsburg. 2003, ISBN 3-7774-9890-4.